# Università del Colorado - Boulder
L'Università del Colorado - Boulder (in inglese University of Colorado Boulder) è un'università statunitense pubblica con sede a Boulder, in Colorado.

## Storia
L'università fu fondata nel 1876 grazie a fondi stanziati per permettere la creazione di istituti scolastici avanzati.

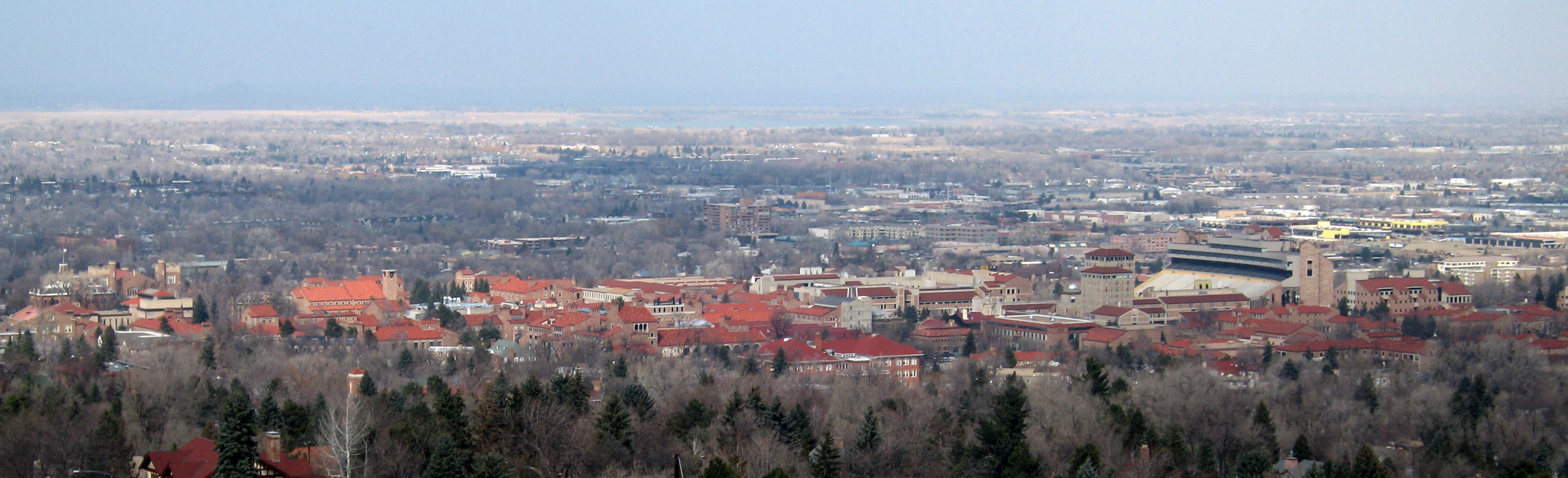
Il campus universitario

## Sport
I Buffaloes, che fanno parte della NCAA Division I, sono affiliati alla Big 12. Il football americano, la pallacanestro e lo sci sono gli sport principali, le partite interne vengono giocate al Folsom Field e indoor al CU Events Center.

### Pallacanestro
Colorado è uno dei college più rappresentativi nella pallacanestro, conta 13 apparizioni nella post-season, i migliori risultati risalgono ai tornei del 1942 e del 1955 quando venne sconfitta alle Final Four